# Vinctifer
Vinctifer è un genere di pesci ossei estinti, appartenente agli aspidorinchiformi. Visse tra il Giurassico superiore e il Cretaceo inferiore (Kimmeridgiano - Albiano, circa 155 - 105 milioni di anni fa) e i suoi resti fossili sono stati ritrovati in Sudamerica, in Nordamerica, in Antartide e in Africa.

## Descrizione
Questo pesce possedeva un corpo allungato e slanciato, e poteva superare i 60 centimetri di lunghezza. Era dotato di un rostro allungato e sottile formato dalla premascella, che sporgeva di molto sopra la mandibola, e andava a formare una sorta di punta. Vinctifer era privo di supramaxilla, al contrario di altri aspidorinchiformi quali Aspidorhynchus e Belonostomus, e possedeva scaglie ricoperte da ganoina. Le scaglie lungo i fianchi erano estremamente alte. L'osso predentale era piuttosto corto, anche se nella specie Vinctifer longirostris era più allungato e dotato di piccoli denti aguzzi; quest'ultima specie era inoltre dotata di un rostro più allungato della specie tipo, V. comptoni. La mandibola era robusta e triangolare, mentre l'osso mascellare era a forma di mannaia. 

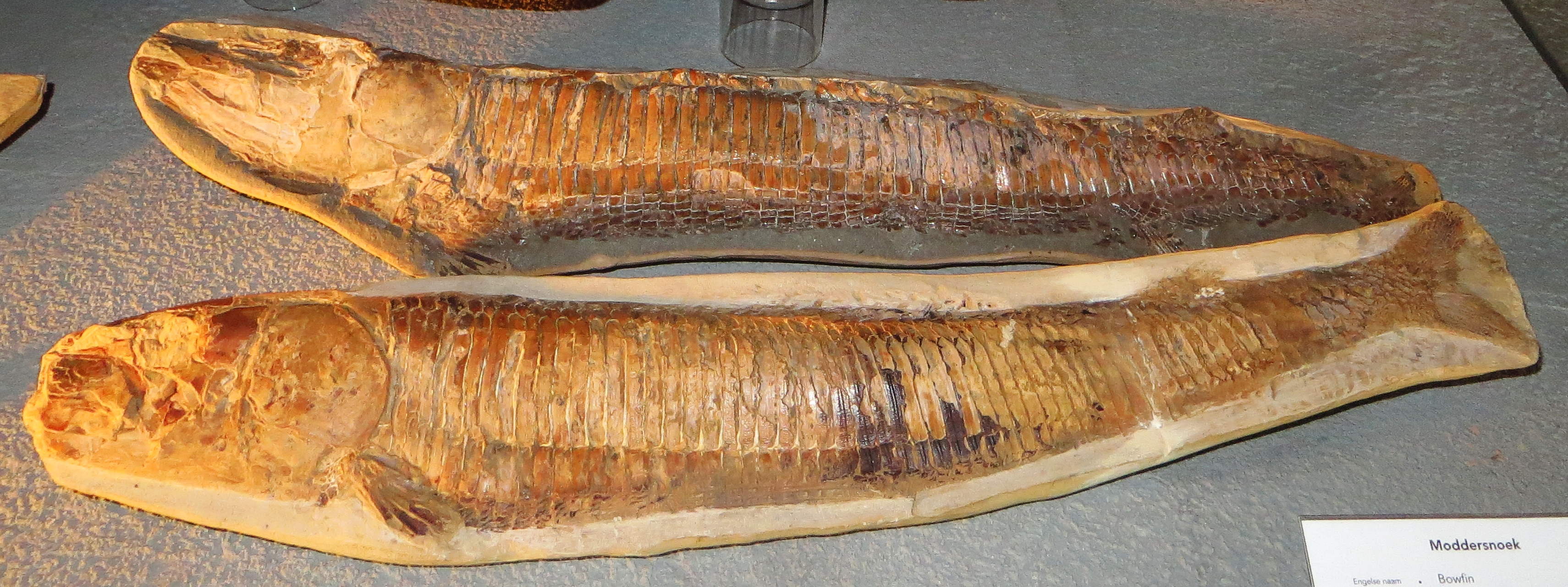
Fossili di Vinctifer comptoni

## Classificazione
Vinctifer era un rappresentante degli aspidorinchiformi, un gruppo di pesci ossei considerati vicini all'origine dei teleostei. In particolare, sembra che Vinctifer fosse vicino al genere australiano Richmondichthys, un aspidorinchiforme pressoché privo di rostro allungato. 

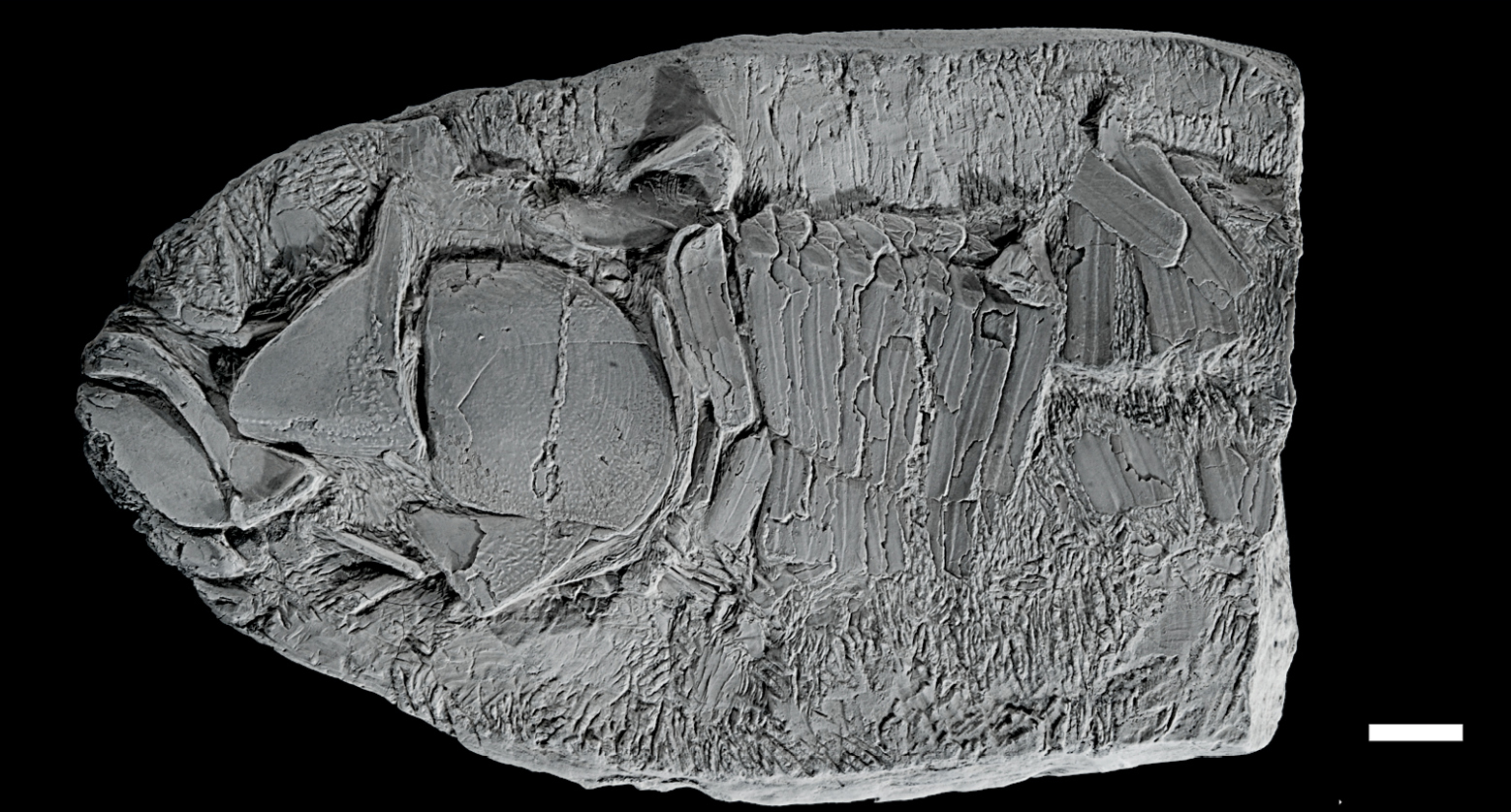
Fossile di Vinctifer ferrusquiai

Il genere Vinctifer, istituito da Jordan nel 1919, è noto per varie specie. La specie tipo Vinctifer comptoni venne descritta per la prima volta da Louis Agassiz nel 1841, con il nome di Aspidorhynchus comptoni; questa specie è nota per numerosissimi fossili ritrovati nella formazione Romualdo (bacino dell'Araripe) e nella formazione Muribeca (bacino del Sergipe) in Brasile, risalenti all'Aptiano-Albiano. La specie V. longirostris è nota per fossili un po' più antichi (Aptiano) della formazione Marizal del bacino di Tucano, ma alcuni fossili sono stati ritrovati anche nei livelli inferiori della formazione Romualdo. Una specie molto più antica, V. ferrusquiai, è nota per un fossile ritrovato in terreni del Giurassico superiore (Kimmeridgiano) della formazione Sabinal, in Oaxaca, Messico. Altri fossili attribuibili al genere Vinctifer provengono dal Giurassico superiore dell'Antartide, dal Cretaceo inferiore di Colombia, Venezuela, Messico e Guinea Equatoriale.